# Diastylis inplicata
Diastylis inplicata is een zeekommasoort uit de familie van de Diastylidae. De wetenschappelijke naam van de soort is voor het eerst geldig gepubliceerd in 1999 door Park & Hong.